# Maria Luisa Monteiro da Cunha
Maria Luisa Monteiro da Cunha (14 de setembro de 1908-28 de julho de 1980) foi uma bibliotecária brasileira que desenvolveu muitos dos princípios de catalogação utilizados no Brasil. Suas extensas contribuições para a área estendem-se não só para a biblioteconomia brasileira, mas também internacionalmente.

## Educação
Nascida em São Paulo, Monteiro da Cunha formou-se originalmente em odontologia, começando a estudar biblioteconomia em 1940. Depois de receber uma bolsa de estudos da American Library Association, ela estudou na Escola de Biblioteconomia da Universidade de Columbia.  Durante os seus estudos, ela desenvolveu um conjunto de princípios que acabou por tornar-se a estrutura para catalogação brasileira. Ela também representou a Universidade de Columbia na Primeira Conferência das Bibliotecas das Américas em 1947.

## Trabalho
Depois de sete anos na Biblioteca Municipal de São Paulo, Monteiro da Cunha tornou-se diretora da Biblioteca Central da Universidade de São Paulo, cargo que ocupou por vinte e nove anos. Em 1965, ela se juntou ao comitê que que criou a Escola de Comunicações e Artes da universidade.  Durante este tempo, ela também se tornou membro ativo do Comitê Brasileiro de Serviços Técnicos de Biblioteca, onde trabalhou com a Federação Internacional de Associações e Instituições Bibliotecárias em princípios internacionais de catalogação e a revisão da International Standard Bibliographic Description. Atuou como presidente da Comissão Brasileira de Documentação em Processos Técnicos da FEBAB, nos anos 1970. 

## Publicações selecionadas
- 1961 Treatment of Brazilian and Portuguese Names Paris: IFLA.

- 1965 Formación Profesional(Professional Training) Paris: IFLA

- 1975 Controle bibliográfico universal(Universal Bibliographical Control): Brasília.

- 1977 Bibliotecas universitárias em sistemas nacionais de informação(University Libraries in National Information Systems) Porto Alegre.